# Agneyastra
Agneyastra é um arma da mitologia hindu.
'Arma de fogo' que Bharadwaja presenteou à Agnivesa, o filho de Agni, e para ele por Drona. Um similar da arma, de acordo com a Vishnu Purana, dada pelo sábio Aurva para seu discípulo o rei Sagara, e com ela ele conquistou as tribos de bárbaros que tinham invadido suas propriedades patrimoniais.[carece de fontes?]